# Élections législatives lituaniennes de 1992
Des élections législatives ont lieu en Lituanie les 25 octobre et 15 novembre 1992. Il s'agit d'élire les 141 membres du Seimas, le parlement national (monocaméral). Ce sont les premières élections législatives depuis l'indépendance du pays vis-à-vis de l'Union soviétique en septembre 1991. Ces élections débouchent sur une « large victoire inattendue » du Parti démocratique du travail, ex-Parti communiste.

## Contexte
La Lituanie est envahie et intégrée par l'Union soviétique en 1944, devenant la République socialiste soviétique de Lituanie. Le Parti communiste gouverne en tant que parti unique. En mars 1990, alors que l'Union soviétique de Mikhaïl Gorbatchev amorce un processus de démocratisation partielle, la Lituanie organise ses premières élections multipartites depuis les années 1920. Elles sont remportées par le mouvement Sąjūdis, indépendantiste, composée à la fois de communistes réformateurs et de non-communistes. Le lendemain de l'élection, et en amont de la dislocation de l'URSS, le soviet suprême de Lituanie vote l'indépendance du pays, avec Vytautas Landsbergis (du Sąjūdis) à sa tête. Elle est la première république soviétique à déclarer son indépendance. Initialement réprimée par les chars soviétiques, cette indépendance est finalement reconnue par l'URSS en septembre 1991. 
Au pouvoir depuis deux ans et demi (mars 1990-octobre 1992), le gouvernement du mouvement Sąjūdis a enclenché une politique de libéralisation économique. Le pays fait face à d'importantes difficultés économiques et sociales. Le Parti communiste, devenu le Parti démocratique du travail en 1990, est le principal parti d'opposition. Il appelle à un « ralentissement de la transition à l'économie de marché », et à une amélioration des relations diplomatiques avec la Russie voisine. 

## Système électoral
Le Seimas est élu au suffrage universel direct. Alors que l'Estonie a privé sa population russophone du droit de vote, les russophones de Lituanie bénéficient des mêmes droits civiques que les autres citoyens. Le scrutin se déroule selon un système électoral mixte : soixante-dix députés sont élus au scrutin proportionnel plurinominal (scrutin de liste), et soixante-et-onze au scrutin uninominal en tant que députés de circonscriptions. Pour le scrutin de circonscription, si aucun candidat n'obtient plus de la moitié des suffrages exprimés, un second tour a lieu. Les élections se déroulent en présence d'observateurs internationaux,.
Pour obtenir des sièges via le scrutin proportionnel de liste, un parti doit remporter au moins 4 % des voix - sauf s'il représente les intérêts d'un groupe ethnique minoritaire, en quel cas il obtient un nombre de sièges correspondant à sa proportion des voix, même s'il est en deçà de 4 %.

## Résultats
Le taux de participation est de 75,2 %. À la surprise générale, le Parti démocratique du travail (PDT) remporte une majorité absolue des sièges, devançant très nettement le mouvement Sąjūdis au pouvoir. Le PDT lui-même est pris de court par l'ampleur de sa victoire : il n'avait présenté que soixante-et-onze candidats, mais obtient soixante-treize sièges, au-delà de toute prédiction. Il bénéficie notamment du soutien des électeurs dans les régions rurales, ainsi que du mécontentement général à l'encontre de la politique économique libérale du Sąjūdis. Algirdas Brazauskas, chef du PDT et ancien premier secrétaire du Parti communiste, est élu président du Seimas, exerçant la fonction de chef d'État par intérim en attendant l'élection présidentielle de février 1993, au suffrage universel, qu'il remporte largement. Bronislovas Lubys, sans étiquette mais soutenu par le PDT, est nommé premier ministre,.
Les résultats détaillés sont les suivants :
|                                |                                                                      |                                                   |                 |                 |                 |                  |                  |                  |                  |                  |                  |                  |              |               |
| Parti                          | Parti                                                                | Parti                                             | Proportionnelle | Proportionnelle | Proportionnelle | Circonscriptions | Circonscriptions | Circonscriptions | Circonscriptions | Circonscriptions | Circonscriptions | Circonscriptions | Total Sièges | +/-           |
| Parti                          | Parti                                                                | Parti                                             | Proportionnelle | Proportionnelle | Proportionnelle | Premier tour     | Premier tour     | Premier tour     | Second tour      | Second tour      | Second tour      | Total            | Total Sièges | +/-           |
| Parti                          | Parti                                                                | Parti                                             | Votes           | %               | S.              | Votes            | %                | S.               | Votes            | %                | S.               | Total            | Total Sièges | +/-           |
|                                | Parti démocratique du travail (LDDP)                                 | Parti démocratique du travail (LDDP)              | 817 332         | 43,98           | 36              | 642 642          | 34,99            | 8                | 590 475          | 44,04            | 29               | 37               | 73           | 27            |
|                                |                                                                      | Sąjūdis                                           | 393 502         | 21,17           | 8               | 262 762          | 14,31            | 1                | 259 052          | 19,32            | 10               | 11               | 19           | 39            |
|                                | Charte citoyenne de Lituanie                                         | 7                                                 | 393 502         | 21,17           | 67 316          | 3,67             | 0                | 74 108           | 5,53             | 2                | 2                | 9                | Nv.          |               |
|                                | Union lituanienne des prisonniers politiques                         | 2                                                 | 393 502         | 21,17           | 13 397          | 0,73             | 0                | 9 926            | 0,74             | 0                | 0                | 2                | Nv.          |               |
|                                | Parti vert lituanien (LŽP)                                           | 0                                                 | 393 502         | 21,17           | 6 651           | 0,36             | 0                | 9 329            | 0,70             | 0                | 0                | 0                | 4            |               |
| Total Coalition Sąjūdis        | Total Coalition Sąjūdis                                              | 17                                                | 393 502         | 21,17           | 350 126         | 19,07            | 1                | 352 415          | 26,29            | 12               | 13               | 30               | 28           |               |
|                                |                                                                      | Parti chrétien-démocrate (LKDP)                   | 234 368         | 12,61           | 8               | 131 595          | 7,17             | 0                | 120 112          | 8,96             | 6                | 6                | 14           | 12            |
|                                | Union lituanienne des prisonniers politiques et des déportés (LPKTS) | 2                                                 | 234 368         | 12,61           | 61 145          | 3,33             | 0                | 37 454           | 2,79             | 2                | 2                | 4                | Nv.          |               |
|                                | Parti démocrate lituanien (LDP)                                      | 0                                                 | 234 368         | 12,61           | 27 766          | 1,51             | 0                |                  |                  |                  | 0                | 0                | 3            |               |
| Total Coalition LKDP-LPKTS-LDP | Total Coalition LKDP-LPKTS-LDP                                       | 10                                                | 234 368         | 12,61           | 220 506         | 12,01            | 0                | 157 566          | 11,75            | 8                | 8                | 18               | 13           |               |
|                                | Parti social-démocrate (LSDP)                                        | Parti social-démocrate (LSDP)                     | 112 410         | 6,05            | 5               | 166 013          | 9,04             | 0                | 51 487           | 3,84             | 3                | 3                | 8            | 1             |
|                                |                                                                      | Union chrétienne-démocrate (LKDS)                 | 66 027          | 3,55            | 0               | 9 246            | 0,50             | 0                |                  |                  |                  | 0                | 0            | Nv.           |
|                                | Jeune Lituanie (LTJS)                                                | 0                                                 | 66 027          | 3,55            | 15 117          | 0,82             | 0                | 11 591           | 0,86             | 1                | 1                | 1                | Nv.          |               |
| Total Coalition Lituanie unie  | Total Coalition Lituanie unie                                        | 0                                                 | 66 027          | 3,55            | 24 363          | 1,32             | 0                | 11 591           | 0,86             | 1                | 1                | 1                | Nv.          |               |
|                                | Union du centre (LCS)                                                | Union du centre (LCS)                             | 46 910          | 2,52            | 0               | 45 652           | 2,49             | 0                | 20 245           | 1,51             | 2                | 2                | 2            | Nv.           |
|                                | Association des Polonais en Lituanie (ZLP)                           | Association des Polonais en Lituanie (ZLP)        | 39 773          | 2,14            | 2               | 35 191           | 1,92             | 1                | 7 304            | 0,54             | 1                | 2                | 4            | Nv.           |
|                                |                                                                      | Union nationaliste lituanienne (LTS)              | 36 916          | 1,99            | 0               | 80 808           | 4,40             | 0                | 67 821           | 5,06             | 3                | 3                | 3            | Nv.           |
|                                | Parti pour l'indépendance (NP)                                       | 0                                                 | 36 916          | 1,99            | 14 354          | 0,78             | 0                | 19 355           | 1,44             | 1                | 1                | 1                | Nv.          |               |
| Total Coalition LTS-NP         | Total Coalition LTS-NP                                               | 0                                                 | 36 916          | 1,99            | 95 162          | 5,18             | 0                | 87 176           | 6,50             | 4                | 4                | 4                | Nv.          |               |
|                                | Union libérale de Lituanie (LLS)                                     | Union libérale de Lituanie (LLS)                  | 28 091          | 1,51            | 0               | 48 574           | 2,65             | 0                |                  |                  |                  | 0                | 0            | Nv.           |
|                                | Ligue lituanienne de la liberté (LLL)                                | Ligue lituanienne de la liberté (LLL)             | 22 034          | 1,19            | 0               | 11 437           | 0,62             | 0                |                  |                  |                  | 0                | 0            | Nv.           |
|                                | Mouvement national pour le progrès                                   | Mouvement national pour le progrès                | 19 835          | 1,07            | 0               | 60 273           | 3,28             | 0                | 16 582           | 1,24             | 0                | 0                | 0            | Nv.           |
|                                | Mouvement des modérés                                                | Mouvement des modérés                             | 13 002          | 0,70            | 0               | 41 223           | 2,24             | 0                | 9 816            | 0,73             | 0                | 0                | 0            | Nv.           |
|                                | Mouvement socio-politique pour la justice sociale                    | Mouvement socio-politique pour la justice sociale | 9 734           | 0,52            | 0               | 5 013            | 0,27             | 0                |                  |                  |                  | 0                | 0            | Nv.           |
|                                | Union lituanienne de la liberté (LLS)                                | Union lituanienne de la liberté (LLS)             | 7 760           | 0,42            | 0               | 5 752            | 0,31             | 0                |                  |                  |                  | 0                | 0            | Nv.           |
|                                | Mouvement lituanien "Tchernobyl"                                     | Mouvement lituanien "Tchernobyl"                  | 4 827           | 0,26            | 0               |                  |                  |                  |                  |                  |                  | 0                | 0            | Nv.           |
|                                | Commonwealth lituanien                                               | Commonwealth lituanien                            | 4 161           | 0,22            | 0               | 7 996            | 0,44             | 0                | 5 770            | 0,43             | 0                | 0                | 0            | Nv.           |
|                                | Union des patriotes lituaniens                                       | Union des patriotes lituaniens                    | 1 904           | 0,10            | 0               | 582              | 0,03             | 0                |                  |                  |                  | 0                | 0            | Nv.           |
|                                | Candidats Sans étiquette                                             | Candidats Sans étiquette                          |                 |                 |                 | 75 953           | 4,14             | 0                | 30 432           | 2,27             | 1                | 1                | 1            | 5             |
|                                |                                                                      |                                                   |                 |                 |                 |                  |                  |                  |                  |                  |                  |                  |              |               |
| Suffrages exprimés             | Suffrages exprimés                                                   | Suffrages exprimés                                | 1 858 586       | 96,90           |                 | 1 836 418        | 95,72            |                  | 1 340 859        | 97,16            |                  |                  |              |               |
| Votes nuls                     | Votes nuls                                                           | Votes nuls                                        | 59 441          | 3,10            | 82 201          | 4,28             | 39 156           | 2,84             |                  |                  |                  |                  |              |               |
| Total                          | Total                                                                | Total                                             | 1 918 027       | 100             | 70              | 1 918 619        | 100              | 10               | 1 380 015        | 100              | 61               | 71               | 141          | en stagnation |
| Abstention                     | Abstention                                                           | Abstention                                        | 631 925         | 24,78           |                 | 631 333          | 24,76            |                  | 803 475          | 36,80            |                  |                  |              |               |
| Inscrits/Participation         | Inscrits/Participation                                               | Inscrits/Participation                            | 2 549 952       | 75,22           | 2 549 952       | 75,24            | 2 183 490        | 63,20            |                  |                  |                  |                  |              |               |